# Phlogacanthus
Genre
Classification APG III (2009)
Phlogacanthus est un genre de plantes à fleurs de la famille des Acanthaceae originaire d'Asie.

## Listes d'espèces
- Phlogacanthus abbreviatus (Craib) Benoist
- Phlogacanthus asperulus Nees
- Phlogacanthus colaniae	Benoist
- Phlogacanthus curviflorus	(Wall.) Nees
- Phlogacanthus paniculatus	(T. Anderson) J.B. Imlay
- Phlogacanthus poilanei	Benoist
- Phlogacanthus pubiforus	Lindau
- Phlogacanthus pubinervius	T. Anderson	J. Linn.
- Phlogacanthus pyramydalis	(Benoist) Benoist
- Phlogacanthus thyrsiflorus	Nees
- Phlogacanthus turgidus	Lindau
- Phlogacanthus vagabunda	C.Y. Wu
- Phlogacanthus vitellinus